# Mocha (Ecuador)
Mocha ist eine Kleinstadt und eine Parroquia urbana („städtiches Kirchspiel“) im Kanton Mocha der ecuadorianischen Provinz Tungurahua. Mocha ist Sitz der Kantonsverwaltung. Die Parroquia besitzt eine Fläche von 79,84 km². Die Einwohnerzahl lag im Jahr 2010 bei 5504.

## Lage
Die Parroquia Mocha liegt im Anden-Hochtal von Zentral-Ecuador im Süden der Provinz Tungurahua. Die Stadt Mocha befindet sich 18 km südsüdwestlich der Provinzhauptstadt Ambato auf einer Höhe von 3250 m. Der in ostnordöstlicher Richtung fließende Río Quero (Río Mocha) begrenzt die Parroquia im Südosten. Die Stadt liegt am Fuße des 3988 m hohen Cerro Puñalica. Am Nordwestrand der Parroquia befindet sich der Gipfel  des 5018 m hohen Vulkans Carihuairazo. Die Fernstraße E35 (Ambato–Riobamba) führt an Mocha vorbei.
Die Parroquia Mocha umfasst mehr als 90 Prozent der Kantonsfläche. Sie grenzt im Nordosten an die Parroquia Pinguili, im Südosten an die Parroquias Quero und Yanayacu, im Südwesten an die Parroquia San Andrés sowie im Norden an die Parroquias Pilahuín (Kanton Ambato), Quinchicoto (Kanton Tisaleo) und Cevallos.